# Paul Thiriat
Ne doit pas être confondu avec Henri Thiriat (1843-1926) ou Henri Thiriet.
Pour les articles homonymes, voir Thiriat.
Paul Henri Thiriat (1868-1943), parfois aussi appelé Henri Thiriat est un graveur, lithographe, peintre et illustrateur français, actif de 1887 à la fin des années 1920. Il a été reporteur-dessinateur de guerre et a produit de nombreuses illustrations sous le nom de Claude Whip.

## Biographie
Paul Henri Thiriat est né le 30 décembre 1868 à Paris 6e, fils de Henri Amédée Thiriat, graveur sur bois, et de Marie Élisabeth Verpy ; le couple habite au 64 rue de Vaugirard,.
En mars 1889, il s'engage dans l'armée française et devient réserviste en mars 1892.
Sans doute formé par son père, il produit ses premiers travaux gravés sous le nom de « Henri Thiriat » pour L'Illustration (1890) et Le Tour du monde (1892). Sa production de bois gravés décline à partir de 1896. Désormais, il va se consacrer au dessin et à l'aquarelle. En 1904, il est à Londres, et devient correspondant pour The Sphere sous le nom de « Paul Thiriat ».
On connaît de lui des couvertures et dessins pour Le Journal illustré, Le Petit Journal,  L'Omnibus, La Veillée des chaumières, L'Ouvrier, Mon Bonheur, L'Illustré national, Le Journal rose, Pages folles, Le Monde illustré...
En 1906, il est élu vice-président de l'Association de la presse illustrée.
Il a exposé au Salon des humoristes sous le nom de « Claude Whip », après 1909.
Mobilisé durant la Première Guerre mondiale, sur le front, il devient reporter de guerre, et exécute des aquarelles signées « Paul Thiriat », qui sont des témoignages assez réalistes, reproduits dans des périodiques britanniques comme The Graphic et The Sphere, et dans des supports français, comme Excelsior, Les Annales politiques et littéraires, Le Flambeau, Le Panorama de la guerre...
Après guerre, il poursuit son activité d'illustrateur de presse (signant Whip ou Thiriat), entre autres pour la jeunesse, dans L'Aventure, Système D, L'Épatant, le Journal des romans...
Il meurt à Paris le 11 avril 1943, rue de Bassano. Il avait épousé Cécile Jeanne Charoy, dont sont issus au moins deux enfants, Suzanne Marie Thiriat (1894-1982) et Pierre-Louis Thiriat (1896-1975).

## Œuvre

### Estampes
- Portrait de Barbey d'Aurevilly, lithographie[12]

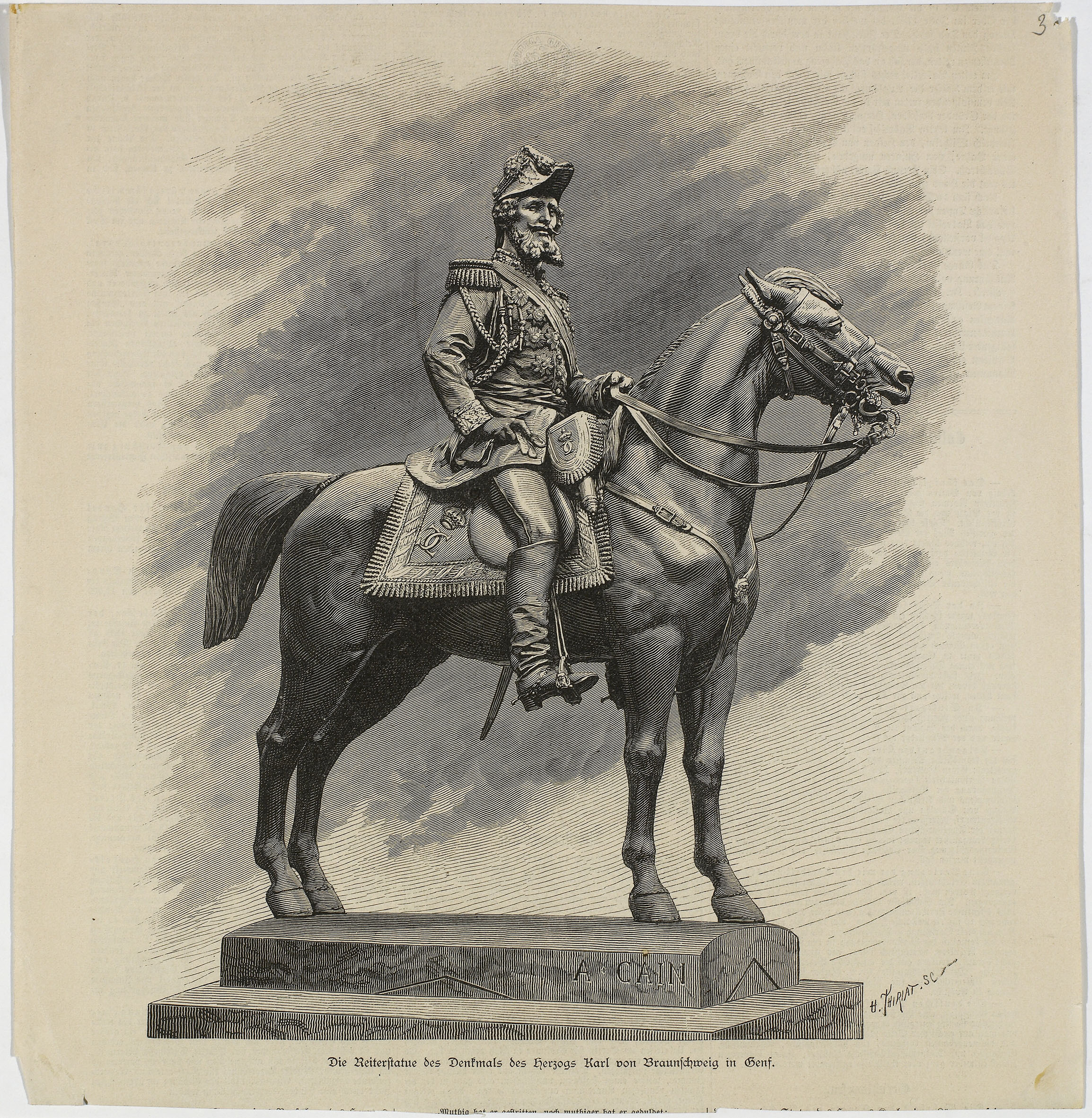
Genève, la statue équestre du monument Brunswick

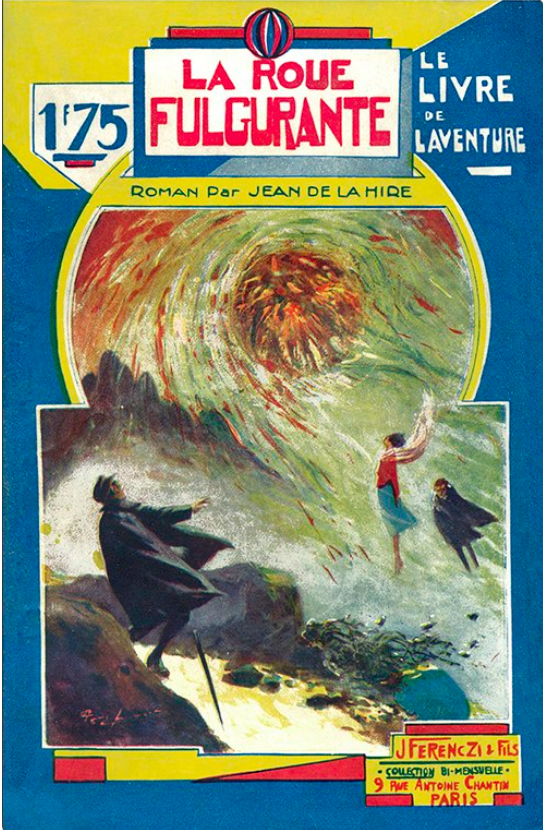
Couverture de La Roue fulgurante de Jean de La Hire (1929).

- Mulâtresse de Cayenne, gravure parue dans Chez nos Indiens, quatre années dans la Guyane française (1887-1891) (p. 261)[13]
- Genève, la statue équestre du monument Brunswick, gravure[14]
- Portrait de Léon Dierx, gravure sur cuivre (1870-1880)[15]

### Peintures
- Scène de café, huile sur papier[16]

### Illustrations d'ouvrages
Outre pour la presse, Thiriat produisit des dessins et des aquarelles pour un certain nombre d'éditeurs de livres français et britanniques. Il fut le tout premier illustrateur du Portrait de Dorian Gray (1908) et dessina pour des histoires signées Arthur Conan Doyle, publiées d'abord dans Mon Bonheur (1907) et L'Aventure (1927-1928). Il termine sa carrière avec des couvertures pour Ferenczi & fils.
- Georges de Porto-Riche, Le Passé, comédie en quatre actes représentée pour la première fois, à Paris, au Théâtre national de l'Odéon, le 30 décembre 1897, Arthème Fayard, 1897.
- Georges de Porto-Riche, Amoureuze. L'Infidèle, Fayard, 1902.
- Alphonse Daudet, L' Immortel : mœurs parisiennes, Calmann-Lévy, 1907 — sur Gallica.
- Henri de La Vaulx et Arnould Galopin, Le Tour du monde de deux gosses, Jules Tallandier, 1908.
- Abel Hermant, Le Cavalier Miserey, Arthème Fayard, [1908].
- Lucien Descaves, Sous-offs : roman militaire, A. Fayard, [1908].
- Oscar Wilde, The Picture of Dorian Gray, sept compositions gravées par Eugène Dété, Chez Charles Carrington, 1908.
- Paul Acker, Le Soldat Bernard, A. Fayard, 1909.
- Edmond de Goncourt, La Faustin, A. Fayard, 1911.
- G. Lenotre, Légendes de Noël : contes historiques, Société d'éditions et de publications / Librairie Félix Juven, 1911 — sur Gallica.
- Jules Simon, Mémoires des autres, Félix Juven, 1912.
- Aristide Bruant, Les trois légionnaires, La Librairie contemporaine / Jules Tallandier, 1912.
- Aristide Bruant, Serrez vos rangs !, La Librairie contemporaine, 1913.
- Jacques Péricard, Face à face (mars 1914-août 1915) : souvenirs et impressions d'un soldat de la grande guerre, préface de Maurice Barrès, couverture de Lucien Jonas, Payot & cie, 1916.
- Jacques Péricard, Debout les morts. Pâques rouges : souvenirs et impressions d'un soldat de la grande guerre [II], Payot, 1918.
- Marcel Allain, Tigris, série publiée en fascicule, J. Ferenczi et fils, 1928-1930[18].
- Guy de Téramond, sére Les Bas-Fonds, préfacée par Adrienne Avril de Sainte-Croix, J. Ferenczi et fils, 1929.
- Jean de La Hire, La Roue fulgurante [1908], coll.  « Le Livre de l'aventure », J. Ferenczi et Fils, 1929.
- Guy de Téramond, série Les Dossiers secrets de la police, J. Ferenczi et fils, 1930.
- Georges Sim, Le Roi du Pacifique, coll.  « Le Livre de l'aventure », J. Ferenczi et Fils, 1929.
- Max-André Dazergues, Les mystères de l’Atlantique, coll.  « Le Livre de l'aventure », J. Ferenczi et Fils, 1929.
- Max-André Dazergues, La Déesse d'argent, coll.  « Le Livre de l'aventure », J. Ferenczi et Fils, 1929.
- Marcel Allain, Fatala, série publiée en fascicule, Ferenczi, 1929-1931[18].